# دیسترویر کلاس جانس
دیسترویر کلاس جانس (به انگلیسی: Janus-class destroyer) یک کلاس از کشتی است که طول آن ۲۰۰ فوت (۶۱ متر) می‌باشد.